# Kompania łączności 28 Dywizji Piechoty
Kompania łączności 28 Dywizji Piechoty – pododdział łączności Wojska Polskiego.

## Historia kompanii
Wiosną 1932 została sformowana kompania telegraficzna 28 Dywizji Piechoty. Na stanowisko dowódcy kompanii wyznaczony został kapitan Zygmunt Unieszowski, a na stanowisko młodszego oficera kompanii porucznik Stanisław Zasada. W grudniu 1932 do kompanii przeniesiony został ppor. Jan Dąbrowski, a we wrześniu 1933 podporucznicy: Stefan Skociński i Marian Stanisław Herman.
Kompania stacjonowała w Dęblinie i była organiczną jednostką łączności 28 Dywizji Piechoty.
Kompania miała prowadzić szkolenie według obowiązującej wówczas „Instrukcji wyszkolenia wojsk łączności” sygn. MSWojsk. Szefostwo Łączności L. dz. 900/tjn. Wyszk. 30.
Kompania miała dwa plutony, lecz nie posiadała radia. Pluton radio był mobilizowany w pułku radio w Warszawie i po zakończeniu mobilizacji przydzielony do dywizji. Dywizja nie posiadała wówczas organu zaopatrzenia i naprawy sprzętu łączności, czyli organu służby łączności.
Na podstawie rozkazu Dowództwa Łączności MS Wojsk. L. 3000/tjn. I.Org. z 11 października 1937 kompania telegraficzna 28 DP została przeorganizowana i przemianowana na kompanię łączności 28 DP. W składzie kompanii został utworzony pluton radio.
Organizacja pokojowa kompanii łączności:
- dowódca kompanii (kapitan),
- drużyna dowódcy kompanii[b],
- I pluton telefoniczny,
- II pluton telefoniczny,
- III pluton radio[20][11].

Etat przewidywał 4 oficerów, 14-18 podoficerów (zależnie od typu kompanii), 130-133 szeregowców, 14 koni wierzchowych, 18-20 koni pociągowych, 2 samochody ciężarowe, 2 motocykle, 8 rowerów.
Organizacja pokojowa była dostosowana do zadań mobilizacyjnych i okazała się dobrą.
1 września 1938 na konferencji u szefa Oddziału I Sztabu Głównego podjęto decyzję o mobilizowaniu dla „Samodzielnej Grupy Operacyjnej (czarnej)” zestawu dyspozycyjnego łączności przy kompanii łączności 2 DP lub 28 DP. Ostatecznie to kompania łączności 28 DP ze względu na charakter i zakres przewidywanych zadań, została wzmocniona dodatkowym plutonem łączności.
1 września 1938 uprawnienia dowódcze względem kompanii otrzymał szef łączności dywizji. Dowódcami (szefami) łączności 28 DP byli: mjr łącz. Marian Dorotycz-Malewicz (VII 1929 – III 1932), Ignacy Junosza-Drewnowski (III 1932 – XII 1934), mjr łącz. Adam Parafiński (od IV 1935), mjr łącz. Wacław Walknowski (1939) i kpt. łącz. Rene Maria Maksymilian Machalski (do IX 1939).
Do zadań kompanii należało szkolenie rezerw podoficerów i szeregowców jedynie na potrzeby własne. Poborowi byli wcielani bezpośrednio do kompanii. Etaty były tak skalkulowane, że dla zaspokojenia zapotrzebowań wojennych musiano powołać pod broń osiem roczników rezerwistów. Kandydaci na podoficerów służby czynnej z kompanii szkolili się w szkołach podoficerskich batalionów telegraficznych i pułku radio.
Wiosną 1939 kompania została podporządkowana pod względem wyszkolenia fachowego dowódcy 1 Grupy Łączności. Ze względu na szybki wybuch wojny dowództwo grupy nie odegrało powierzonej mu roli. 
Zgodnie z uzupełnionym planem mobilizacyjnym „W” kompania łączności 28 DP była jednostką mobilizującą. Pod względem mobilizacji materiałowej była przydzielona do 15 pułku piechoty.
Dowódca kompanii był odpowiedzialny za przygotowanie całości mobilizacji jednostek wpisanych na tabelę mob. z wyjątkiem mobilizacji materiałowej, za którą był współodpowiedzialny razem z dowódcą 15 pułku piechoty. 
Dowódca kompanii był ponadto odpowiedzialny za przeprowadzenie mobilizacji:

- kompanii telefonicznej 28 DP,
- plutonu łączności Kwatery Głównej 28 DP,
- plutonu radio 28 DP,
- drużyny parkowej łączności 28 DP,
- kompanii telefonicznej nr 60,
- plutonu łączności Kwatery Głównej nr 60,
- plutonu radio nr 60,
- drużyny parkowej łączności nr 60.

Wszystkie jednostki były mobilizowane w Dęblinie, w alarmie, w grupie jednostek oznaczonych kolorem czarnym. 
Po zakończeniu czynności mobilizacyjnych kompania przekazywała: nadwyżki personelu i materiału koleją do Ośrodka Zapasowego Telegraficznego „Zegrze”, natomiast nadwyżki koni i środków przewozowych do 15 pp
Jednostki zmobilizowane przynależały pod względem ewidencyjnym do OZ Telegraficznego „Zegrze” z wyjątkiem plutonów radio 28 DP i nr 60, które przynależały do Ośrodka Zapasowego Radio w Warszawie.
23 sierpnia 1939 została zarządzona mobilizacja jednostek „czarnych” na terenie Okręgu Korpusu Nr I. Początek mobilizacji został wyznaczony na godz. 6.00 następnego dnia.
Jednostki łączności 28 DP i Korpusu Interwencyjnego były formowane według organizacji wojennej L.3124/mob.org., ukompletowane zgodnie z zestawieniem specjalności L.3124/mob.AR oraz uzbrojone i wyposażone zgodnie z wojennymi należnościami materiałowymi L.3124/mob./mat.
Plutony łączności Kwatery Głównej 28 DP i nr 60 przeznaczone były do obsługi dowództwa dywizji, kompanie telefoniczne przeznaczone do budowy i obsługi polowej sieci telefonicznej (z kabla polowego), a drużyny parkowe łączności odpowiadały za zaopatrzenie, naprawę i ewakuację sprzętu łączności.
Plutony radio 28 DP i nr 60 były formowane według organizacji wojennej L.3121/mob.org., ukompletowane zgodnie z zestawieniem specjalności L.3121/mob.AR oraz uzbrojone i wyposażone zgodnie z wojennymi należnościami materiałowymi L.3121/mob./mat.
W czasie kampanii wrześniowej jednostki łączności 28 DP walczyły w składzie macierzystej dywizji, natomiast zestaw łączności nr 60 został przeznaczony dla Korpusu Interwencyjnego.

## Kadra kompanii
Dowódcy kompanii
- kpt. łącz. Zygmunt Unieszowski (1932)
- kpt. łącz. Jan Dąbrowski (do IX 1939)

Obsada personalna kompanii łączności 28 DP w marcu 1939
- dowódca kompanii – kpt. łącz. Jan Dąbrowski
- dowódca plutonu telefonicznego – por. łącz. Stefan Skociński
- dowódca plutonu radio – ppor. łącz. Henryk Franciszek Lewiński

Obsada personalna jednostek łączności 28 DP i plutonu radio we wrześniu 1939
- dowódca kompanii telefonicznej 28 DP – kpt. łącz. Jan Dąbrowski[d]
- zastępca dowódcy kompanii – por. łącz. rez. Ewaryst Karol Bartkowski[e]
- dowódca plutonu – por. łącz. rez. Władysław Cendecki[f]
- dowódca plutonu – pchor. / ppor. łącz. Mieczysław Aleksandrowicz[g]
- dowódca plutonu – pchor. / ppor. łącz. Marian Mider[h]
- dowódca plutonu łączności KG 28 DP – por. łącz. Klemens Henryk Karpiński
- dowódca plutonu radio 28 DP – por. łącz. Władysław Cendrowski
- dowódca drużyny parkowej łączności 28 DP – NN

Obsada personalna jednostek łączności Korpusu Interwencyjnego we wrześniu 1939
- dowódca kompanii telefonicznej nr 60 – por. łącz. Marian Chrzanowski[46]
- dowódca plutonu – pchor. / ppor. łącz. Ludwik Krepski[i]
- dowódca plutonu łączności KG nr 60 –
- dowódca plutonu radio nr 60 –
- dowódca drużyny parkowej łączności nr 60 – NN
- funkcja nieustalona – por. łącz. Stefan Skociński[j]